# Lejonbacken

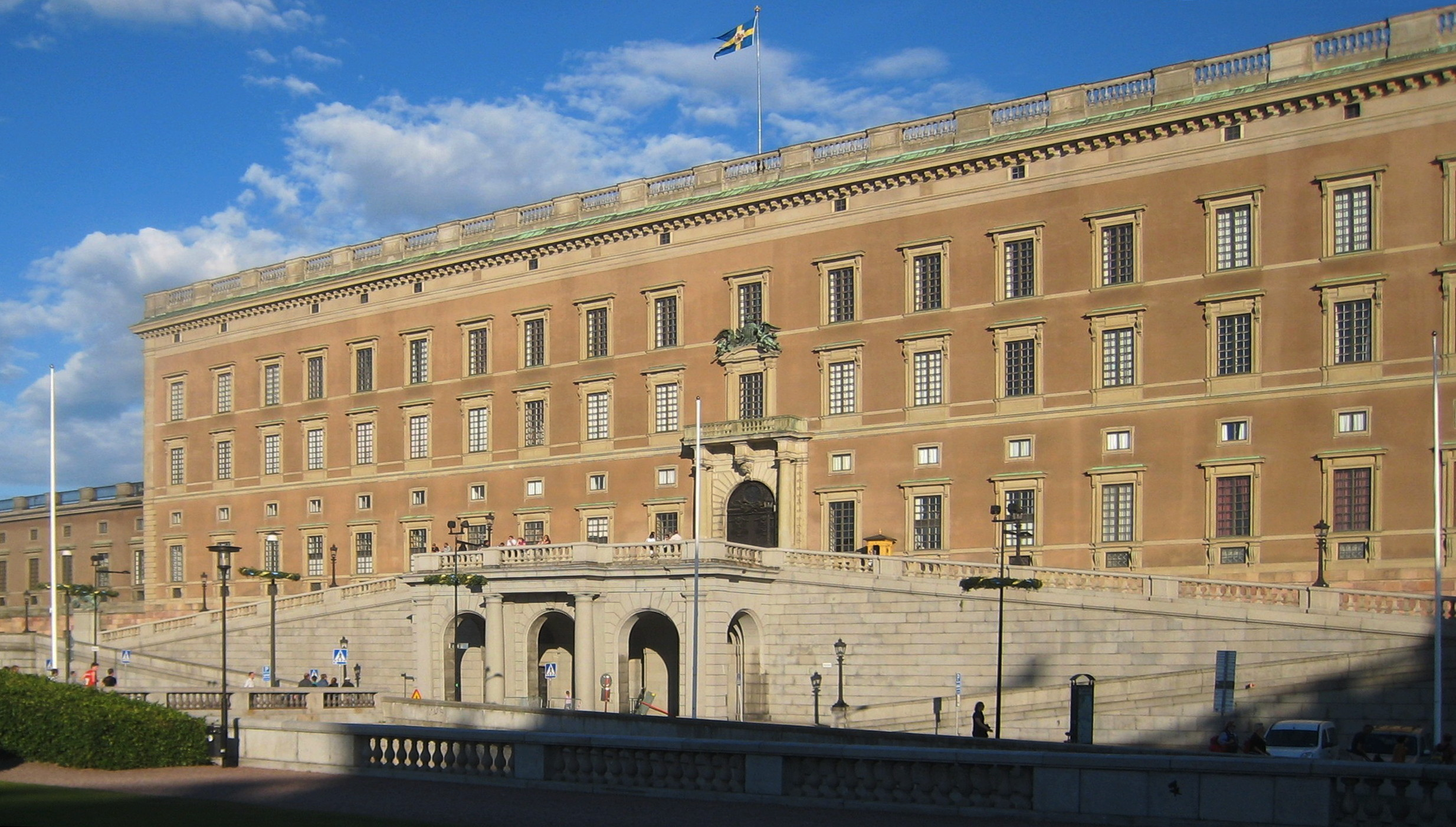

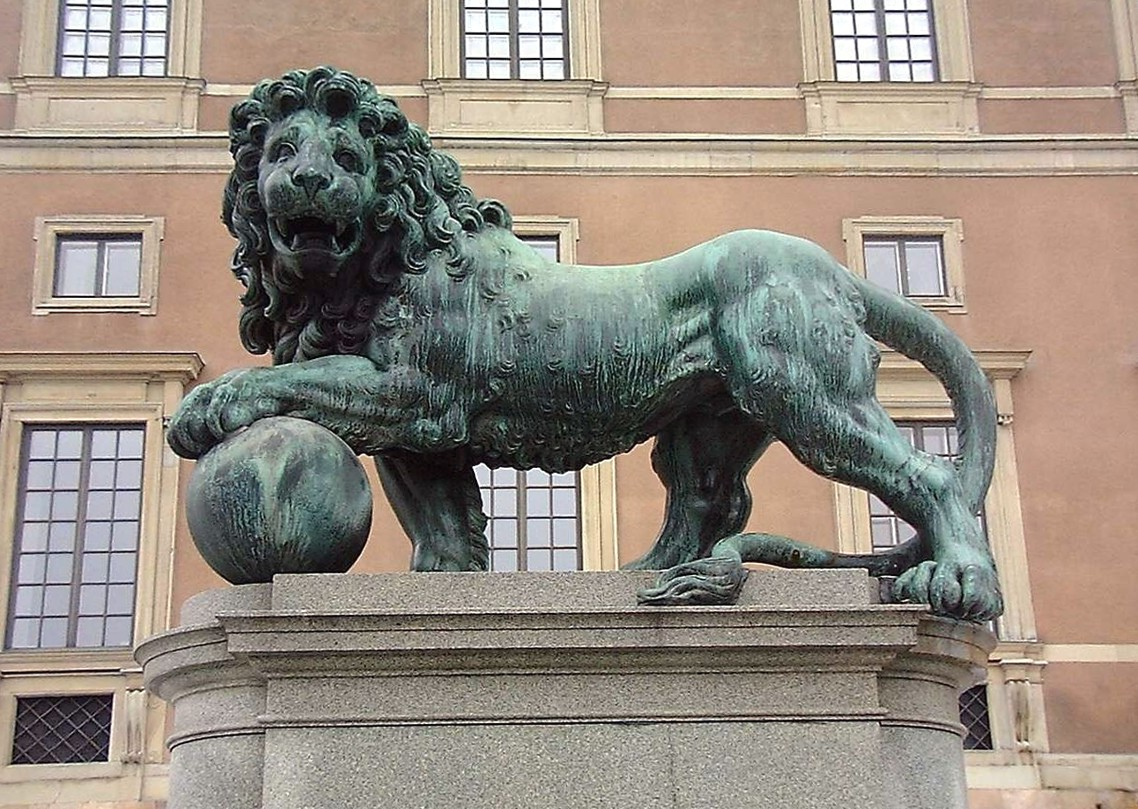
Uno de los leones de Medici en Lejonbacken.

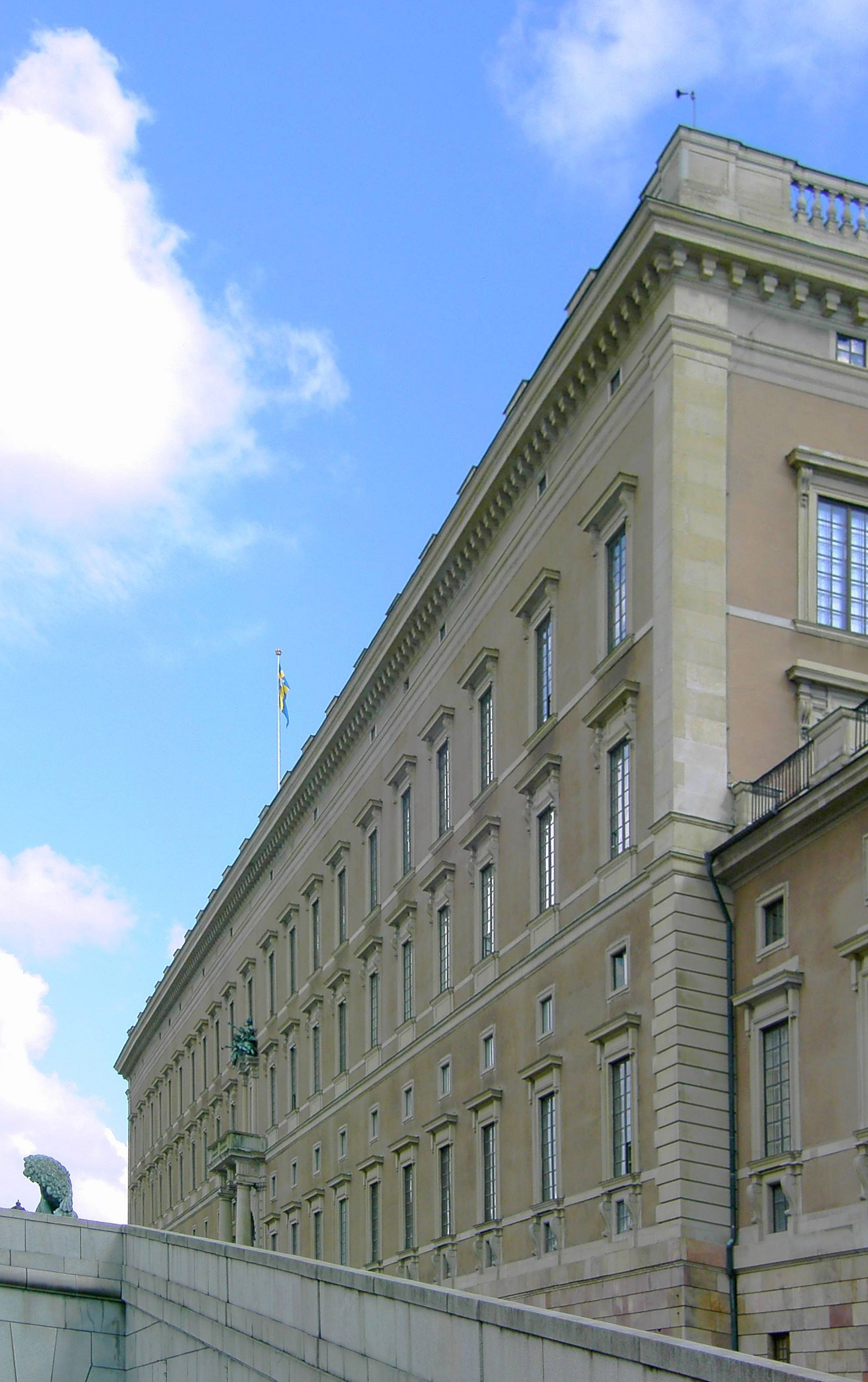
Vista de Lejonbacken

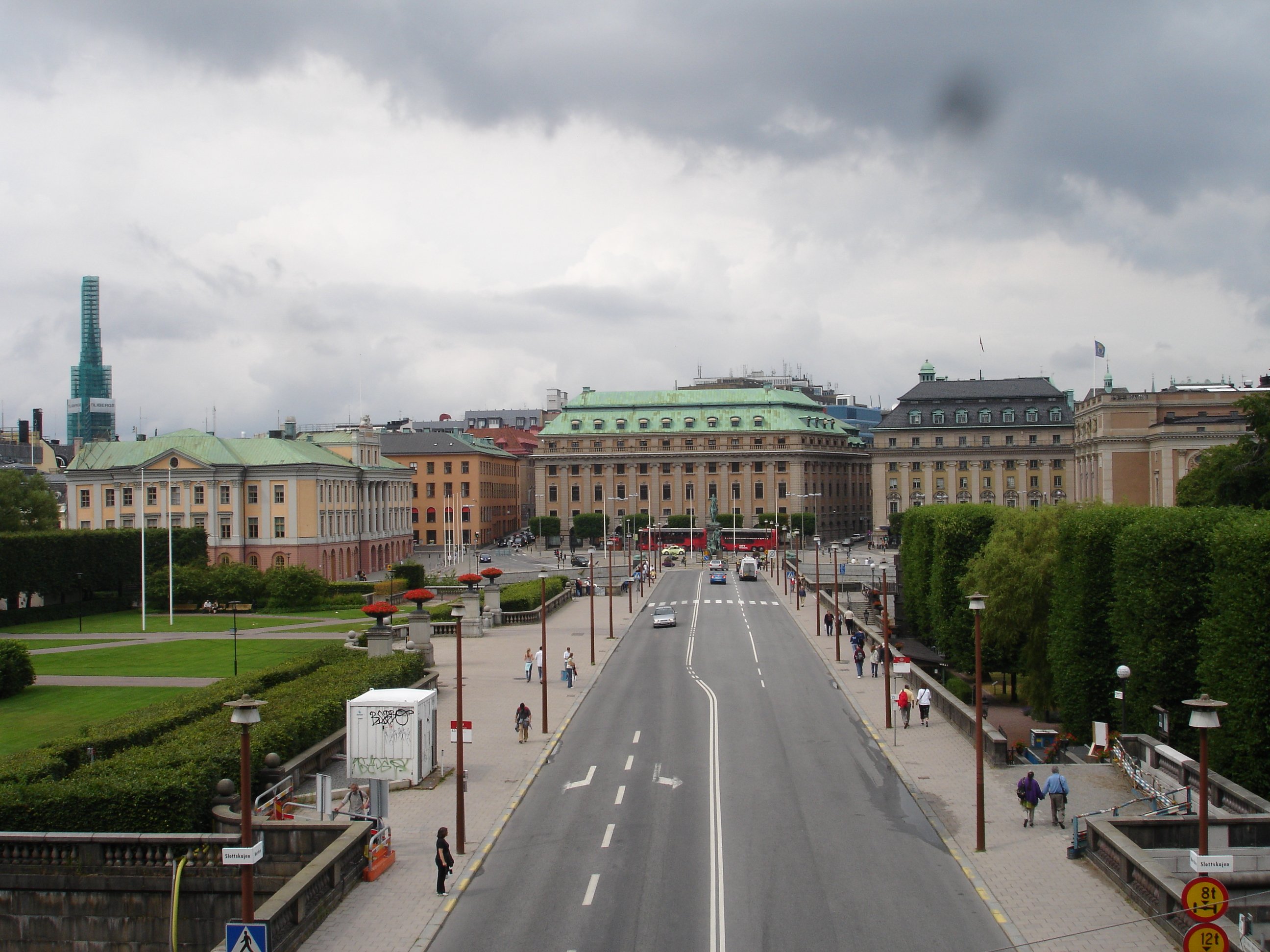
Vista desde Lejonbacken mirando al norte.

Lejonbacken (en sueco: "cuesta del león") es un sistema de rampas que conducen a la entrada norte del Palacio Real de Estocolmo (Suecia). Se construyeron en la década de 1780 y llevan el nombre de la pareja de leones de los Medici esculpidos y expuestos de forma destacada en las barandillas de piedra de las rampas.

## Ajuste
Desde la cima entre las rampas hay una vista panorámica sobre el majestuoso puente Norrbro que se extiende a través de la isla del Parlamento Helgeandsholmen hasta la plaza Gustav Adolfs torg, esta última flanqueada por la Ópera Real y el llamado Palacio del Príncipe Heredero que alberga el Ministerio de Asuntos Exteriores. Originalmente, el puente estaba destinado a extenderse unos diez kilómetros más al norte hasta los jardines reales de Haga y un palacio real allí nunca construido. La rampa oriental conduce a Strömbron y Skeppsbron, y la occidental a Mynttorget, mientras que el muelle Slottskajen pasa por debajo de toda la composición a lo largo del canal Stallkanalen.
Dentro del ala noreste del palacio se encuentra el Museo de Antigüedades de Gustavo III. Inaugurado en 1794 y, por lo tanto, uno de los museos más antiguos del mundo, muestra más de 200 esculturas y antigüedades recopiladas por el rey Gustavo III durante un viaje a Italia tal como se exhibieron originalmente.
Debajo de las rampas se encuentra el Museo Tre Kronor. Cuando se inauguró en 1999, reemplazó a un museo más antiguo y mucho más pequeño. Exhibe la historia y los restos arqueológicos del castillo medieval construido originalmente en el siglo XIII y anterior al palacio actual. Dentro de los muros medievales de cinco metros de espesor y bajo las grandes bóvedas de ladrillo se encuentran objetos históricos y modelos modernos que narran el desarrollo del palacio desde su origen vikingo en el siglo X.

## Historia
Las rampas de la fachada norte se incluyeron originalmente en las propuestas de reconstrucción del palacio medieval Tre Kronor a mediados del siglo XVII, y los alzados de la década de 1690 también presentaban leones. Aunque el antiguo palacio quedó completamente destruido en el devastador incendio del 7 de mayo de 1697, se elaboró rápidamente una nueva propuesta para la fachada norte, que presentaba las rampas en su mayor parte con su forma actual. Las partes de las rampas junto a la fachada se completaron rápidamente y los leones y sus zócalos se instalaron en 1704. Sin embargo, las obras de las partes laterales inferiores no se iniciaron hasta después de que Norrbro, el puente que se extiende hacia el norte desde el palacio, se completara en 1807, y no se terminaron hasta 1826-1834, cuando se realizó la última etapa de la construcción según los planes de Per Axel Nyström (1793-1868).
Los modelos para los leones de bronce fueron terminados en 1700 por el escultor francés Bernard Foucquet el Joven (1640-después de 1711). Foucquet usó leones de piedra en la Villa Medici en Roma como prototipos para el encargo, mientras que la Corona tuvo que fundir esculturas tomadas del castillo de Kronborg en Dinamarca para ensamblar la cantidad requerida de bronce.
Para la construcción del palacio se utilizó una amplia gama de rocas procedentes de diversas regiones, lo que se aprecia en la fachada norte, donde se utilizó roca dura de cortar pero más resistente para las bases y las barandillas (por ejemplo, el llamado Stockholmsgranit, un granito más joven que se encuentra fácilmente en los alrededores de la capital, de color gris o rojo), y roca menos compacta, más fácil de tallar pero menos resistente, para los detalles más elaborados: arenisca de Gotland para los ornamentos y las molduras, y mármol de Kolmården para las balaustradas y los bolardos. Los planes originales del rey Carlos XIII de utilizar granito para la fachada norte fueron finalmente completados por el rey Carlos XIV Juan, que utilizó roca procedente del norte de la ciudad y del palacio de Gustavo III en Haga, que nunca se completó.
Las dos columnas que flanquean la entrada central tienen seis metros de altura y están cortadas en bloques individuales. Dejaron huella a su llegada a la capital y fueron el orgullo del arquitecto cuando se levantaron en 1695 (dos años antes del gran incendio). Sin embargo, los pedestales cuadrangulares fueron sustituidos por hierro fundido pintado a mediados del siglo XIX.
En 2000, se descubrió debajo de las rampas un servicio público de mediados del siglo XVIII, posiblemente el más antiguo de la ciudad, luego de una excavación arqueológica. Precursor del WC moderno, utilizaba el agua del canal que pasaba frente al palacio para eliminar los desechos.
En 2006 se sustituyó la antigua iluminación de la fachada por una nueva, duplicando la cantidad de luz y reduciendo considerablemente la energía necesaria y dando mayor protagonismo a los detalles y matices.